# Ануфриев, Митрофан Алексеевич
Митрофа́н Алексе́евич Ану́фриев (1921—2002) — советский лётчик-истребитель, участник Великой Отечественной войны, командир эскадрильи 523-го истребительного авиационного Оршанского Краснознамённого орденов Суворова, Кутузова и Александра Невского полка 303-й истребительной авиационной Смоленской Краснознамённой дивизии 1-й воздушной армии 3-го Белорусского фронта, капитан.
Герой Советского Союза, подполковник запаса с 1957 года.

## Биография
Родился 10 декабря 1921 года в Липецке. Окончил липецкий аэроклуб.
В 1939 году был призван в армию и направлен в Борисоглебскую военную авиационную школу лётчиков, которую окончил в 1941 году. Служил в авиационном полку Ленинградского военного округа.
Участник Великой Отечественной войны с первых её дней. Первый вылет совершил в июне 1941 года под Псковом. Служил лётчиком-разведчиком, командиром звена, затем командиром эскадрильи воздушной разведки в составе Краснознамённой Смоленской авиационной дивизии. Совершил 487 вылетов.
К началу сентября 1944 года командир эскадрильи 523-го истребительного авиаполка (303-я истребительная авиационная дивизия, 1-я Воздушная армия, 3-й Белорусский фронт) капитан М. А. Ануфриев совершил 310 боевых вылетов, провел 42 воздушных боя, в которых сбил 6 самолетов противника лично и 1 — в составе группы.
19 апреля 1945 года майору М. А. Ануфриеву было присвоено звание Героя Советского Союза.
После войны Ануфриев продолжал службу в частях ВВС. С 1946 — командир истребительного авиационного полка. В 1957 году вышел в отставку. После этого жил и работал в Липецке. Работал архитектором, избирался депутатом Липецкого областного Совета.
Митрофан Алексеевич Ануфриев умер 9 июля 2002 года. Похоронен в Липецке.

## Награды
- Медаль «Золотая Звезда» Героя Советского Союза (№ 6143 от 19.04.1945)
- Орден Ленина (19.04.1945)
- Четыре ордена Красного Знамени (08.07.1943; 01.07.1944; 20.01.1945; 29.07.1945)
- Орден Суворова III степени (30.09.1944)
- Орден Александра Невского (27.08.1944)
- Орден Отечественной войны I степени (11.03.1985)
- Орден Отечественной войны II степени (06.10.1943)
- Орден Красной Звезды (30.12.1956)
- Медали, в том числе:
  - Медаль «За боевые заслуги»
  - Медаль «За победу над Германией в Великой Отечественной войне 1941—1945 гг.»
  - Юбилейная медаль «Двадцать лет Победы в Великой Отечественной войне 1941—1945 гг.»
  - Юбилейная медаль «Тридцать лет Победы в Великой Отечественной войне 1941—1945 гг.»
  - Юбилейная медаль «Сорок лет Победы в Великой Отечественной войне 1941—1945 гг.»
  - Медаль «За взятие Кенигсберга»
  - Юбилейная медаль «30 лет Советской Армии и Флота»

## Увековечение имени
- 26 апреля 1995 года одну из новых улиц в поселке Матырском (Липецк) назвали улицей Ануфриева.